# Wasyl Iwasiuk
Wasyl Iwasiuk (ur. 21 stycznia 1960 w Dorze) – ukraiński duchowny greckokatolicki, eparcha kołomyjski od 2014.

## Życiorys
Święcenia kapłańskie przyjął 16 sierpnia 1989. Był m.in. wikariuszem generalnym archieparchii tarnopolsko-zborowskiej oraz eparchii sokalskiej.
28 lipca 2003 został mianowany tytularnym biskupem Bendy i pierwszym w historii egzarchą odesko-krymskim. Chirotonii udzielił mu dwa miesiące później kard. Lubomyr Huzar. 13 lutego 2014 przeniesiony do eparchii kołomyjsko-czerniowieckiej.